# Atsuto Oishi
Atsuto Oishi (大石 篤人 Oishi Atsuto?), född 24 oktober 1976 i Osaka prefektur, är en japansk före detta fotbollsspelare.
Oishi började sin karriär 1999 i Ventforet Kofu. Han avslutade karriären 1999.